# Miesiącznica roczna
Miesiącznica roczna (Lunaria annua) – gatunek rośliny należący do rodziny kapustowatych. Pochodzi z południowo-wschodniej Europy, ale rozprzestrzeniła się także gdzieniegdzie poza tym rejonem swojego rodzimego występowania. W Polsce czasami uprawiana, niekiedy dziczejąca (efemerofit).

## Morfologia

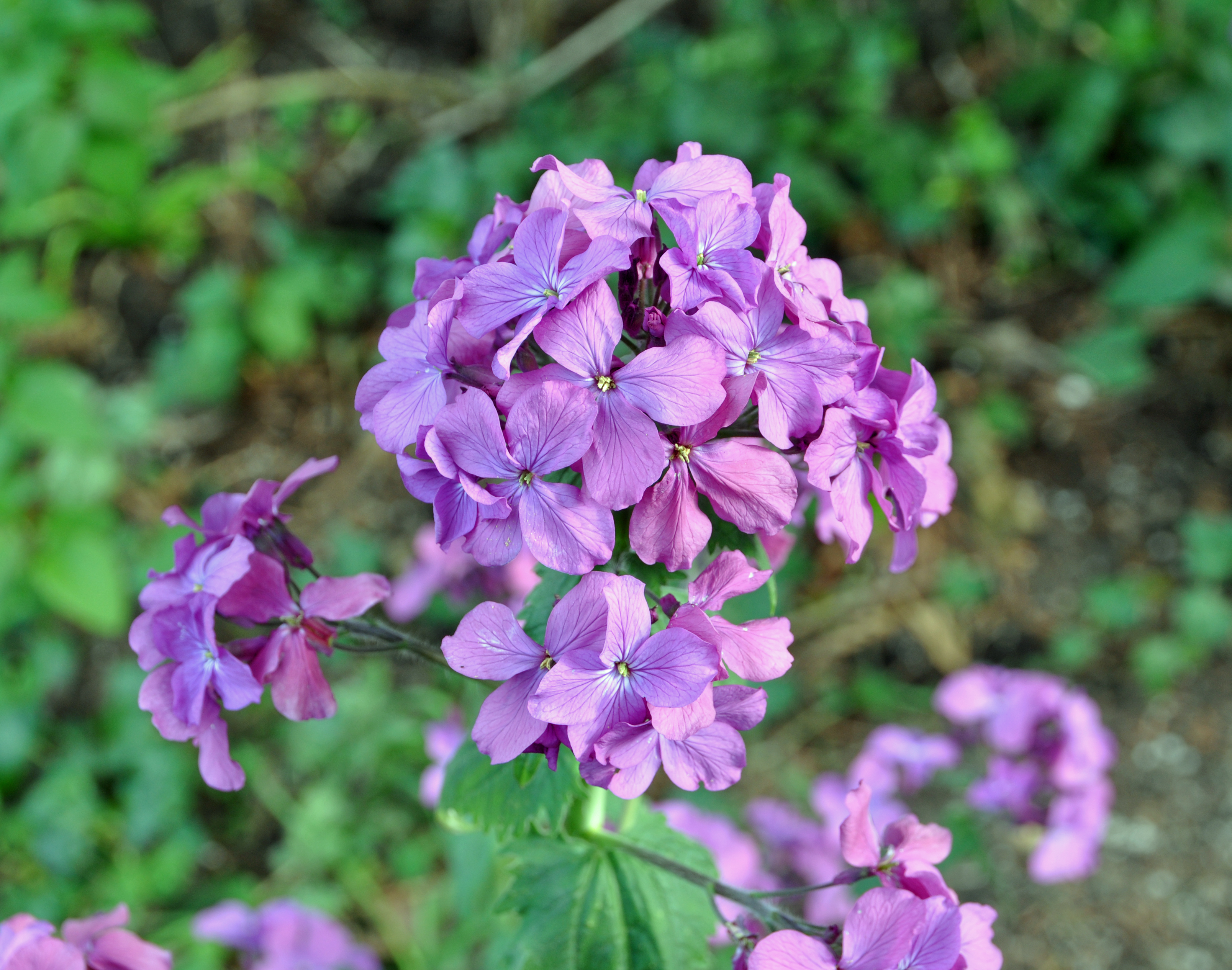
Kwiaty

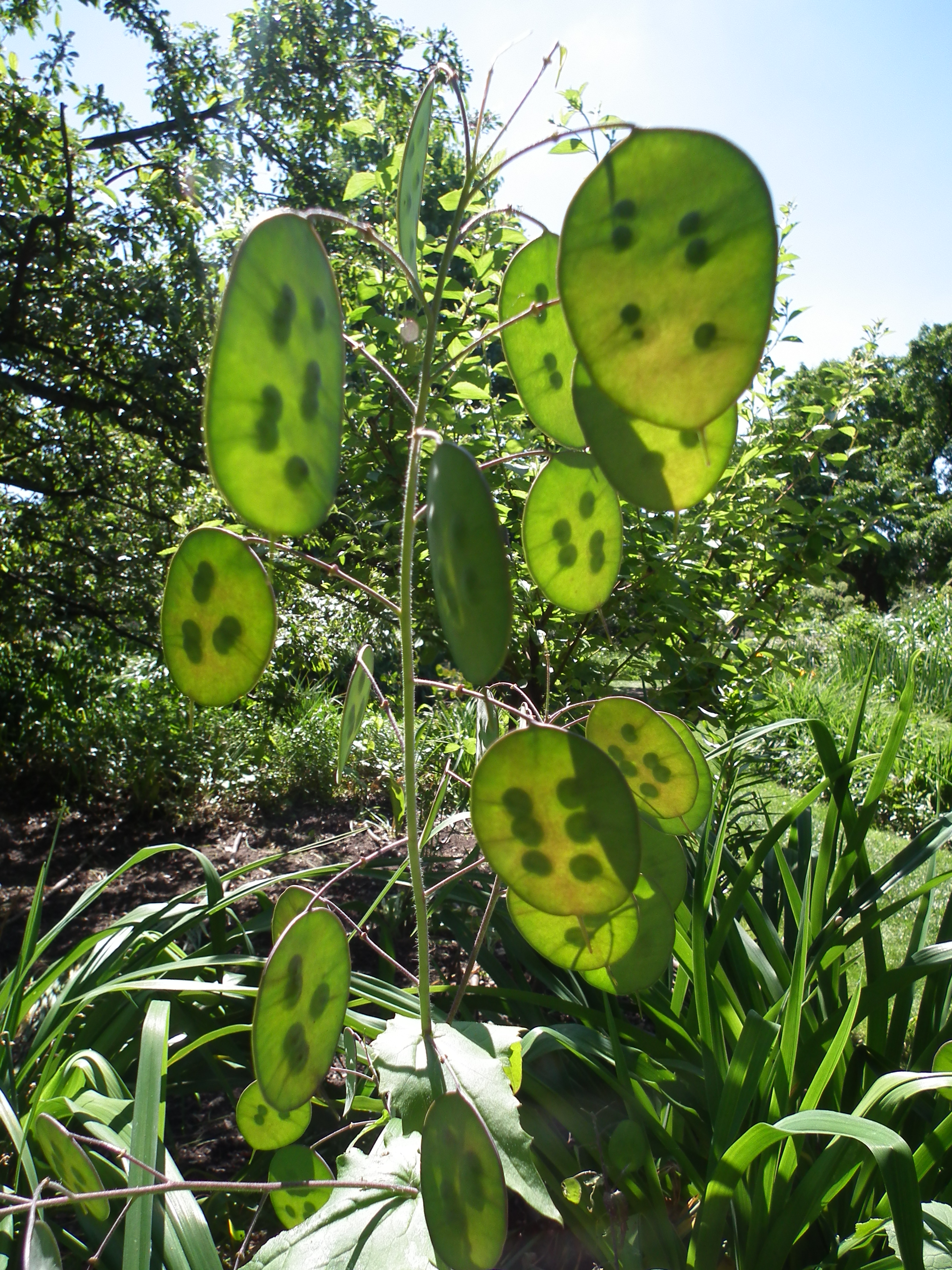
Owoce

ŁodygaWzniesiona o wysokości 30−150 cm, górą rozgałęziająca się, owłosiona.
LiścieSercowate, na brzegu lekko kolczasto ząbkowane, krótko owłosione. Dolne są długoogonkowe, środkowe krótkoogonkowe, górne siedzące.
KwiatyDrobne, bladofioletowe, czterokrotne, zebrane w złożone grona, o przyjemnym zapachu. Płatki korony o długości od 10 do 12 mm, działki kielicha od 4 do 6 mm.
OwoceŁuszczynki eliptyczne do niemal okrągłych, silnie spłaszczone o długości od 3 do 4,5 cm i szerokości do 2,5 cm, oba końce krótko niezaostrzone do zaokrąglonych, ze srebrzyście błyszczącą przegrodą.

## Biologia i ekologia
Roślina zielna, dwuletnia lub rzadziej jednoroczna. Siedlisko: cieniste lasy, wąwozy, zbocza. Kwitnie: kwiecień−czerwiec. Kwiaty rośliny zapylane są przez motyle nocne.

## Zastosowanie
Roślina ozdobna, uprawiana w ogrodach, rośnie również dziko. Używana jest do suchych bukietów.  Rośnie dobrze zarówno w pełnym słońcu, jak i w miejscu zacienionym. Wymaga wilgotnego i przepuszczalnego podłoża. Łatwo rozmnaża się przez wysiew nasion.